# Хейнс, Рэнда
Рэ́нда Хейнс (англ. Randa Haines, род. 20 февраля 1945, Лос-Анджелес) — американский кинорежиссёр и продюсер.

## Деятельность
Рэнда Хейнс наиболее известна как режиссёр высоко оценённой критиками кинокартины «Дети меньшего бога» (1986), где главные роли исполнили Уильям Хёрт и Марли Мэтлин. Хейнс за этот фильм была удостоена в том числе премии Американской гильдии кинорежиссёров за лучшую режиссуру — Художественный фильм и Серебряного медведя Берлинского кинофестиваля. Также она была номинирована на премию Гильдии и Эмми в 1984 году за фильм «Кое-что про Амелию».

## Работы
- The Jilting of Granny Weatherall (телесериал, экранизированный по одноимённому роману 1930 г. Кэтрин Портер) (1980)
- Улица Синего Холма или Блюз Хилл-стрит (телесериал)
- Тихая пристань (телесериал)
- Кое-что про Амелию (1984)
- Дети меньшего бога (1986)
- Байки из склепа 2 сезон 11 серия (1990)
- Доктор (1991)
- Я боролся с Эрнестом Хемингуэем (1993)
- Потанцуй со мной (1998)
- Аутсайдер (2002)
- История Рона Кларка (2006)